# Szymon Hołownia

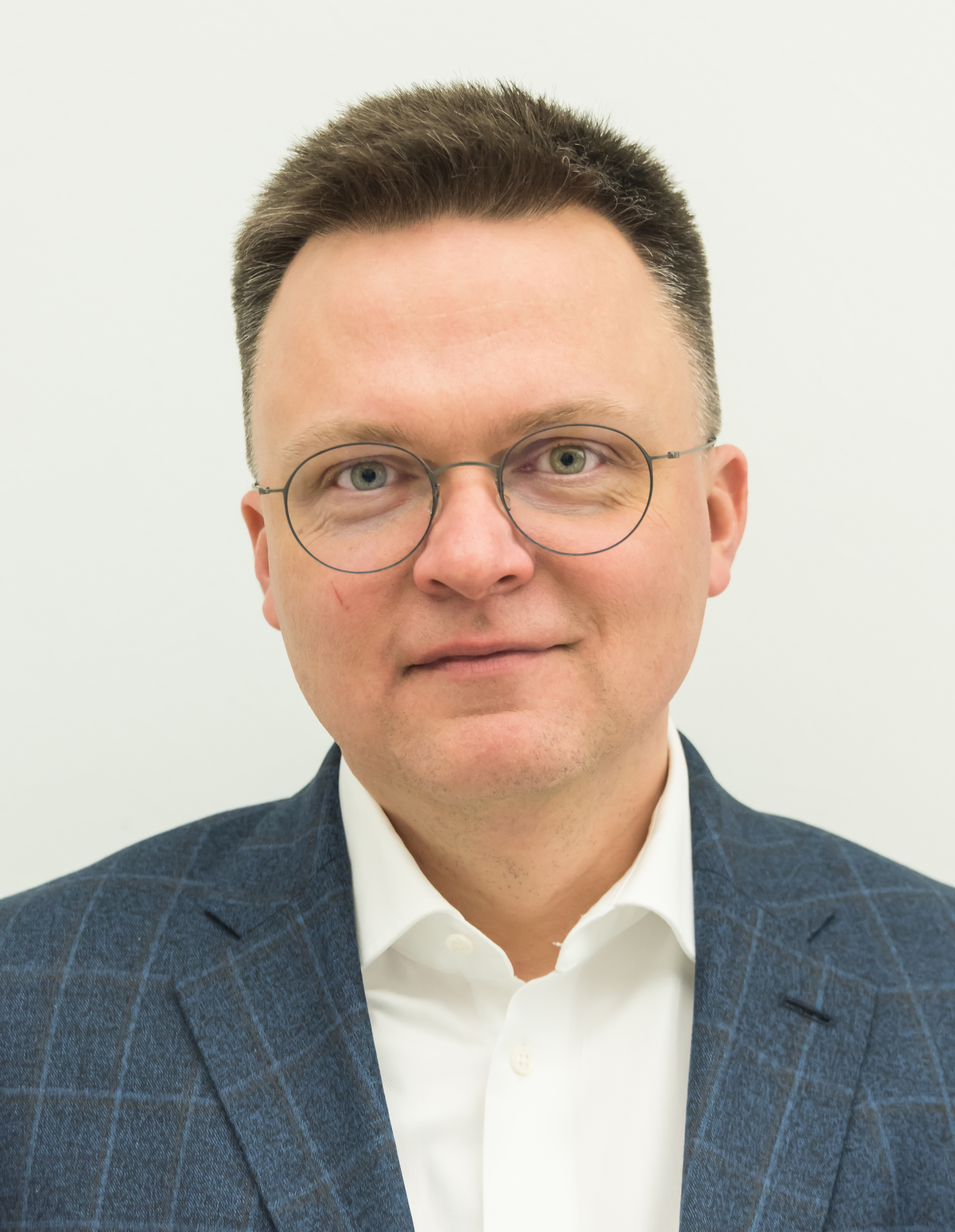
Szymon Hołownia (2022)

Szymon Franciszek Hołownia (* 3. September 1976 in Białystok) ist ein polnischer Journalist, Fernsehmoderator, Wohltätigkeitsorganisator und Politiker, der sich bei den Präsidentschaftswahlen 2020 und 2025 um das Amt des Präsidenten bewarb. Er gründete die Partei Polska 2050. Er ist seit dem 13. November 2023 Sejmmarschall.

## Leben
Hołownia absolvierte die Allgemeinbildende Oberschule „Fabryczna 10“ in Białystok (Społeczne Liceum Ogólnokształcące „Fabryczna 10”). 1994 spielte er im Kurzfilm „Człowiek z cienia” (Der Mensch aus dem Schatten) des Filmklubs „Projektor” in Białystok mit. Nach seinem Abitur begann er ein Studium der Psychologie an der Universität für Sozial- und Geisteswissenschaften in Warschau, schloss dieses jedoch nicht ab. Zweimal war er danach im Noviziat des Dominikanerordens.
1997 bis 2000 war Hołownia Redakteur der Kulturabteilung der Tageszeitung Gazeta Wyborcza. 2001 bis 2004 arbeitete er als Feuilletonist und Redakteur des Gesellschaftsressorts des  Nachrichtenmagazins Newsweek Polska. Zwischen April und Juli 2005 war er stellvertretender Chefredakteur des Wochenblattes Ozon sowie von September 2005 bis 2006 Redakteur des Beilagemagazins Plus Minus der Tageszeitung Rzeczpospolita. Er schrieb für die wissenschaftliche Zeitschrift Kultura Popularna, für das Musikmagazin Machina und für die Zeitungen Przewodnik Katolicki, Tygodnik Powszechny und Więź. 2006 bis 2012 war er erneut für Newsweek Polska tätig. Zwischen September 2012 und April 2013 arbeitete er außerdem als Kolumnist bei der Wochenzeitung Wprost und ab 2015 erneut für Tygodnik Powszechny.
In dieser Zeit war Hołownia auch als Radiomoderator tätig. Er moderierte Programme auf den Sendern Radio Białystok, Radio Vox FM und arbeitete ebenfalls mit Radio PiN zusammen. 2006 war er Moderator der Fernsehsendung Po prostu pytam (Ich frage einfach) bei TVP1. 2007 bis 2012 war er Programmdirektor des Senders Religia.tv, bei dem er die ethische Talkshow Między sklepami (Zwischen den Läden) aus dem Warschauer Einkaufszentrum Złote Tarasy (2007–2010) oder Sendungen wie Bóg w wielkim mieście (Gott in der Großstadt, 2010) und ab 2009 Ludzie na walizkach (Menschen auf Koffern) moderierte. Er leitete ferner die Presseschau bei Dzień dobry TVN. 2008 bis 2019 war er gemeinsam mit Marcin Prokop Co-Fernsehmoderator der polnischen Ausgabe von Got Talent (Mam talent) auf TVN und 2015 die Sendung Mamy cię! (Wir haben dich!).
2019 beendete er seine journalistische und mediale Tätigkeit im Zusammenhang mit der Ankündigung seiner Kandidatur für die Präsidentschaftswahlen 2020.
Hołownias Ehefrau ist Offizierin der polnischen Luftwaffe und Pilotin des Jagdflugzeuges MiG-29, geehrt mit der Auszeichnung des Generalkommandanten der polnischen Streitkräfte für eine erfolgreiche Notlandung bei ausgefallenen Motoren. Gemeinsam haben sie eine Tochter und wohnen in Warschau.

### Soziales Engagement
Hołownia war einer der Gründer der Niederlassung der Stiftung Pomoc Maltańska (Malteser Hilfe) in Białystok. Im April 2013 gründete er die Stiftung Kasisi, die ein großes Waisenhaus in Sambia betreibt, in dem mehr als 200 Kinder dauerhaft leben. 2014 gründete er die Stiftung Dobra Fabryka (Gute Fabrik), die Einwohner u. a. aus Bangladesch, Mauretanien, Ruanda, Burkina Faso oder Senegal unterstützt. Beide Stiftungen helfen jährlich insgesamt annähernd 40.000 Menschen.
Er ist Botschafter der Ziele nachhaltiger Entwicklung der Vereinten Nationen.

### Politisches Engagement
Am 8. Dezember 2019 kündigte Hołownia offiziell im Gdański Teatr Szekspirowski (Danziger Shakespeare-Theater) seine Kandidatur für die Präsidentschaftswahlen 2020 an. Er veröffentlichte am 7. Februar 2020 sein Wahlprogramm mit fünf Schwerpunkten: Nationale Sicherheit, Klimaschutz, Solidarität, Selbstverwaltung und Bürgergesellschaft. Zum Leiter seines Wahlstabes wurde Jacek Cichocki bestellt. Diesem gehörten u. a. auch Michał Kobosko, Łukasz Krasoń, General Mirosław Różański und Przemysław Staroń an. Hołownia wurde unter anderem auch von Janina Ochojska und Wadim Tyszkiewicz (unabhängiger Senator, langjähriger ehemaliger Bürgermeister von Nowa Sól) unterstützt.
Bei der Wahl am 28. Juni 2020 erreichte Hołownia mit 13,8 Prozent den dritten Platz. Nach der Wahl kündigte er die Gründung einer neuen Bewegung namens Polska 2050 (Polen 2050) an. Diese wurde im August 2020 offiziell präsentiert. Ende September kündigte Hołownia die Gründung einer mit der Bewegung verbundenen Partei sowie eines Think Tanks namens Strategie 2050 an. Polska 2050 vereint christdemokratische, liberale und grüne Ideen mit einer  pro-europäischen Ausrichtung und möchte eine Alternative zum Duopol von Recht und Gerechtigkeit und Bürgerplattform sein, das sich nach den Selbstverwaltungs- und Europawahlen 2024 in Polen wieder verfestigte.
Zu Anfang des Wahljahres 2023 wurde Hołownia aus dem liberalen Lager scharf attackiert, da es in ihm einen Konkurrenten der KO um Wählerstimmen und bei Polska 2050 mangelnden Kooperationswillen sah, etwa bezüglich einer oppositionellen Einheitsliste. Er sei für eine mögliche Wahlniederlage der Opposition gegen PiS verantwortlich zu machen. Der Journalist Tomasz Lis verunglimpfte seinen Namen zu „Kałownia“ (kałowy: kotig). Der Investigativjournalist Tomasz Piątek, der für seine ikonoklastischen und schrillen Thesen bekannt ist, insinuierte Verbindungen zum Opus Dei. Als sich in Wahlumfragen abzeichnete, dass Hołownias Gruppierung als Mehrheitsbeschaffer gebraucht würde, bemühte sich die Führung der Bürgerplattform in den Wochen vor der Wahl um einen maßvollen Ton. Bei der Parlamentswahl in Polen 2023 erreichte Hołownias Partei Polska 2050 im Wahlbündnis Dritter Weg mit der ländlich und kleinstädtisch ausgerichteten PSL den dritten Platz und beteiligte sich am dritten Kabinett Tusk. Er wurde in der ersten Sitzung des Sejm der 10. Kadenz zum Sejmmarschall (Parlamentspräsidenten) gewählt. Mit 265 zu 193 Stimmen setzte er sich gegen die Kandidatin der PiS als stärkste Fraktion, die bisherige Amtsinhaberin Elżbieta Witek, durch. In diesem Amt erwarb der politische Quereinsteiger Hołownia trotz anfänglichen Mängeln bei Kenntnis der Geschäftsordnung beträchtliche Popularität; in Anlehnung an Netflix wurde von „Sejmflix“ gesprochen, Livestreams der Sitzungen erreichten Hunderttausende. Politische Beobachter urteilten aber auch, dass sich seine zeitweise hohen Zustimmungswerte nach einigen Monaten bei abnehmenden Interesse wieder nivelliert hatten. Zur Halbzeit der Sitzungsperiode soll ihm der langjährige Vizemarschall Włodzimierz Czarzasty nachfolgen, eine Koalitionsabsprache, die wiederholt zur Disposition stand.
Im November 2024 kündigte er an, erneut bei Präsidentschaftswahlen anzutreten. Einige Wochen nach Bekanntgabe der Kandidatur verbreitete das Magazin Newsweek, Hołownia sei an der Skandal-Hochschule Collegium Humanum eingeschrieben gewesen, ohne je Veranstaltungen besucht zu haben. Dieser sprach von Rufmord, gab an, früher lediglich Interesse am Studium bekundet zu haben und warnte die Koalitionspartner davor, die Ermittlungen gegen C.H. als Mittel einer politischen Kampagne zu nutzen. Aus der um das Präsidentenamt konkurrierenden Bürgerplattform wurde dieser Vorwurf zurückgewiesen. Im ersten Wahlgang erreichte Hołownia im Mai 2025 mit knapp 5 % der Stimmen nur den 5. Platz.
Für breite Resonanz und Gerüchte über den Fortbestand der Koalition sorgte ein Treffen Hołownias mit Jarosław Kaczyński und Michał Kamiński bei Adam Bielan im Juli 2025. Im Umfeld der Bürgerplattform wurde es sehr negativ aufgenommen.
Im Juli 2025 erklärte Hołownia in einem Interview, dass ihm von einer Gruppe prominenter Politiker der Bürgerplattform, unter denen auch Regierungsmitglieder gewesen seien, nahegelegt worden sei, die Vereidigung des neu gewählten Präsidenten Karol Nawrocki durch das Parlament zu verzögern oder zu blockieren. Grundlage dafür sollten Unregelmäßigkeiten bei der Auszählung der Stimmen bei der Stichwahl sein. Hołownia bezeichnete dieses Ansinnen als „Versuch eines Staatsstreichs“ und wies es öffentlich zurück. Nach öffentlicher Kritik von seinen Koalitionspartnern schwächte er dies ab und erklärte, dass es sich nicht um einen tatsächlichen Umsturzversuch handelte; vielmehr habe er vor einer Aushöhlung demokratischer Verfahren warnen wollen.

## Politische Ansichten
Hołownia tritt für eine Stärkung folgender Grundsätze ein: Parlamentarische Demokratie, Volkssouveränität, Unabhängigkeit und territoriale Souveränität, Rechtsstaatlichkeit, Bürgergesellschaft, Gewaltenteilung und Pluralismus. Er weist auf die bedeutende Rolle der kommunalen Selbstverwaltung hin. Er betrachtet die Verfassung als ein übergeordnetes und unbestreitbares Rechtsgut. Die Bedeutung der politischen Wende nach 1989 wird von ihm hervorgehoben. Er war gegenüber der Regierung von Mateusz Morawiecki kritisch eingestellt; u. a. hielt er die Justizreformpläne von Minister Ziobro für verfassungswidrig.
Anfang 2025 trat Hołownia mit einem Gesetzesprojekt hervor, das einen künftigen EU-Austritt Polens („PolExit“) verhindern sollte.